# São Vicente (Chaves)
São Vicente is een plaats (freguesia) in de Portugese gemeente Chaves en telt 313 inwoners (2001).